# 루터 (2003년 영화)
《루터》(영어: Luther)는 2003년에 개봉한 독일과 미국 합작 전기 영화로, 성직자 마르틴 루터의 생애를 다루었다. 에릭 틸이 감독을 바트 가비건과 카밀 토마슨이 각본을 맡았다.
미국은 2003년 9월 26일에 독일은 2003년 10월 30일에, 대한민국은 2017년 10월 18일에 개봉되었다.

## 줄거리
16세기 유럽, 교회는 로마 교황의 성경 해석을 법전처럼 여기며 부흥을 위해 면죄부를 판매하고, 민중에게 하나님은 두려움과 경외의 존재라는 것을 강요한다.

독일 청년 마르틴 루터는 하나님에 대한 두려움으로 인해 아버지의 반대를 무릅쓰고 신부가 된다.

원장의 서신을 전하기 위해 로마에 가게 된 루터는 물질화되어 타락한 교회의 민낯을 마주한다.

하나님의 구원을 절실히 원했던 자신과 가난 속에서도 면죄부를 사는 것에 매달리는 성도들을 보며 루터는 신앙의 길을 바로잡기 위해 95개조 반박문을 게시한다.

교회에 혼란을 가져온다는 이유로 로마 교황과 독일 정부로부터 반박문을 철회할 것을 강요받고,

결국 종교 심판까지 오르게 된 루터는 “나의 양심을 철회할 수 없다”고 외치며 목숨까지 위협에 처하게 된다.

수많은 군중의 도움으로 간신히 목숨을 건진 루터는 사제 이상만 읽을 수 있도록 허락된 성경을 모든 신자들이 읽을 수 있도록 하기 위해 독일어로 번역하기 시작한다.

한편, 루터가 죽은 줄로만 아는 민중 중 일부는 그의 사상을 잇는다는 이유로 종교 반란을 일으키고, 그로 인해 많은 사상자가 발생하자 루터는 깊은 고민에 빠지게 되는데…

## 출연진
- 조지프 파인스 - 마르틴 루터 역
- 브루노 간츠 - 요한 폰 슈타우피츠 역
- 알프리드 몰리나 - 요한 테첼 역
- 피터 유스티노프 - 프리드리히 3세 역
- 조너선 퍼스 - 지롤라모 알레안드로 역
- 클레어 콕스 - 카타리나 폰 보라 역
- 우베 옥센크네히트 - 레오 10세 역
- 마티외 카리에르 - 가에타노 추기경 역
- 벤저민 새들러 - 슈플라틴 역
- 요헨 호르스트 - 카를슈타트 교수 역
- 토르벤 리브레히트 - 카를 5세 역
- 마리아 지몬 - 하나 역
- 라르스 루돌프 - 멜란히톤 역
- 마르코 호프슈나이더 - 울리크 역
- 애나톨 토브맨 - 오토 역
- 로버트 러셀 - 그레이브 디거 역
- 허브 안드레스 - 건터 역
- 제임스 밥슨 - 도미니카 수도사 역
- 제프 카스터 - 매튜 역
- 톰 스트라우스 - 브란덴부르크 조지 역
- 아니언 졸너 - 헤세 필립 역
- 크리스토퍼 부츠홀즈 - Eck의 사람 역
- 옌스 빈터 - 푸거 감사관 역
- 유스트 시에드호프 - 늙은 승려 역
- 플로리안 판츠너 - 학생 역
- 마우리치오 루카 - 행상 역
- 토머스 델러 - 소매상인 역
- 얀 네메조브스키 - 알버트의 비서 역
- 올리버 블라하 - 아이 역